# Война Домициана с даками
Война́ Домициа́на с да́ками — серия сражений между римлянами и даками в 87—88 годах, в правление римского императора Домициана, первая из дакийских войн. Война началась в результате опустошительных набегов даков на римскую провинцию Мёзия.

## Предыстория
В 86 году царь даков Дурас приказал своим войскам атаковать римскую провинцию Мёзию. После этого нападения, римский император Домициан лично прибыл в Мёзию, реорганизовал её в провинции Мёзия Нижняя и Мёзия Верхняя и начал разрабатывать планы будущего наступления на Дакию.

## 87 год
Домициан начал наступление против Дакии в 87 году. Армия численностью пять или шесть легионов под командованием Корнелия Фуска пересекает Дунай летом 87 года.
Римские войска столкнулись с даками у Тапае, где римляне попали в засаду и потерпели серьёзное поражение. Почти все солдаты легиона V Alaudae были убиты, даки захватили знамёна и военные машины, сам полководец Корнелий Фуск также пал в битве. После этой победы правителем даков стал Децебал.
На эту тему румынским режиссёром Серджиу Николаеску был снят кинофильм «Даки».

## 88 год
Римляне возобновили наступление в 88 году под командованием Луция Теттия Юлиана. Римская армия вступила в Дакию по такому же пути, как в прошлом году. Новая битва между даками и римлянами произошла в том же районе, в Тапае, но на этот раз римляне одержали победу. Из-за трудного пути к Сармизегетузе, столице Дакии, а также из-за нескольких поражений Домициана в Паннонии, римское наступление остановилось и Децебал запросил мира.

## Последствия
После заключения мира в 89 году Децебал стал клиентом Рима и получил деньги. Некоторые историки считают, что этот фактор повлиял на убийство Домициана в сентябре 96 года. Децебал использовал деньги на укрепление своих крепостей, что стало причиной дакийских войн императора Траяна.